# Teoria dei numeri geometrica
In teoria dei numeri, la teoria dei numeri geometrica studia corpi convessi e vettori interi nello spazio {\displaystyle n}-dimensionale. La teoria dei numeri geometrica fu introdotta da Hermann Minkowski nel 1896.
La disciplina è strettamente connessa con altri campi della matematica, specialmente con l'analisi funzionale e l'approssimazione diofantea.

## I risultati di Minkowski
Supponiamo che {\displaystyle \Gamma } sia un reticolo nello spazio euclideo {\displaystyle n}-dimensionale {\displaystyle \mathbb {R} ^{n}} e che {\displaystyle K} sia un corpo convesso centralmente simmetrico.
Il teorema di Minkowski, conosciuto anche come il primo teorema di Minkowski, illustra che se {\displaystyle \mathrm {vol} (K)>2^{n}\mathrm {vol} (\mathbb {R} ^{n}/\Gamma )}, allora {\displaystyle K} contiene un vettore non negativo in {\displaystyle \Gamma .}
Il minimo successivo {\displaystyle \lambda _{k}} è definito come l'estremo inferiore dei numeri {\displaystyle \lambda } tali che {\displaystyle \lambda K} contenga {\displaystyle k} vettori linearmente indipendenti di {\displaystyle \Gamma .}
Il teorema di Minkowski sui minimi successivi, a volte chiamato il secondo teorema di Minkowski, è un rafforzamento del primo teorema e stabilisce che
{\displaystyle \lambda _{1}\lambda _{2}\cdots \lambda _{n}\mathrm {vol} (K)\leq 2^{n}\mathrm {vol} (\mathbb {R} ^{n}/\Gamma ).}

## Ricerche successive
Negli anni 1930-1960 furono condotte svariate ricerche da molteplici matematici (che includono Louis Mordell, Harold Davenport e Carl Ludwig Siegel). Recentemente, i matematici Lenstra, Brion, e Barvinok hanno sviluppato teorie in combinatoria che enumerano i punti del reticolo in corpi complessi.

### Teorema dei sottospazi di Schmidt
In teoria dei numeri geometrica, il teorema dei sottospazi fu descritto da Wolfgang M. Schmidt nel 1972. Dimostra che se {\displaystyle n} è un numero intero positivo, e {\displaystyle L_{1}(x),\ldots ,L_{n}(x)} sono polinomi omogenei indipendenti in {\displaystyle n} variabili con coefficienti algebrici e se {\displaystyle \varepsilon >0} è un qualsiasi numero reale, allora i punti interi non negativi {\displaystyle x} in {\displaystyle n} coordinate con
{\displaystyle |L_{1}(x)\cdots L_{n}(x)|<|x|^{-\varepsilon }}
giacciono su un numero finito di sottospazi vettoriali {\displaystyle \mathbb {Q} ^{n}}

## Influenza in analisi funzionale
Le scoperte di Minkowski ebbero una profonda influenza in analisi funzionale. Minkowski dimostrò che corpi convessi simmetrici inducono norme in spazi vettoriali di dimensione finita. Il teorema di Minkowski fu generalizzato negli spazi topologici vettoriali da Kolmogorov.
Ricercatori continuano a studiare generalizzazioni in insiemi stellati ed altri insiemi convessi.